# أبنر ويمبرلي
أبنر ويمبرلي (بالإنجليزية: Abner Wimberly)‏ هو لاعب كرة قدم أمريكية أمريكي، ولد في 4 مايو 1926 في أوك ريدج في الولايات المتحدة، وتوفي بنفس المكان في 18 سبتمبر 1976.

## وصلات خارجية
- أبنر ويمبرلي على موقع مرجع كرة القدم المحترفة.كوم (الإنجليزية)